# Jernej Medved
Jernej (Bartol) Medved, slovenski rimskokatoliški duhovnik, nabožni pisatelj in leksikograf, * 23. avgust 1799, Logatec, † 30. december 1857, Ljubljana.  

## Življenjepis
Rodil se je očetu Tomažu in materi Marjeti. Iz starih listin je znano, da je Jernej Medved od leta 1821 do 1824 obiskoval gimnazijo v Ljubljani, kjer je študiral tudi filozofijo (1824–1826) in teologijo (1826–1830) in bil istega leta posvečen v duhovnika. Kaplanoval je v Mozlju, v Črnomlju in Kočevju, bil nato od leta 1836 do 1846 duhovnik  v Spodnjem Logu in v Koprivniku na Kočevskem (1846-1856), kjer bil 1856 upokojen. Nato je živel v Trnovem v Ljubljani in tu umrl za vodenico.

## Delo
Medved je med ljudstvom nabiral slovenska imena rastlin za Cafov slovar. Leta  1845 je poslal uredništvu Novic »nabero zeliš s slovenskimi imeni«. Gradivo je porabil Cigale v nemško-slovenskem slovarju in ga označil s kratico Medv. Malo pred smrtjo je končal Verzeichniß der bis nun in Krain aufgefundenen theils wild wachsenden, theils cultivierten Pflanzen mit lat., deutschen u. slavischen Benennungen (abecedni seznam slov. rastlinskih imen ni bil dokončan in sega samo do imena »divičnik«). Rokopis, ki ga je Pleteršnik uporabil v nemško-slovenskem slovarju, je arhiviran v ljubljanskem Narodnem muzeju. Medved je v Novicah od leta 1845 do 1856 objavljal članke s podpisom ali kratico J. M. in M-d.